# Dekanat Old Saybrook
Dekanat Old Saybrook – jeden z 7 dekanatów rzymskokatolickich wchodzących w skład diecezji Norwich w Stanach Zjednoczonych.
Według danych na styczeń 2016 roku, w jego skład wchodziło 9 parafii.

## Lista parafii
Źródło:
| Lp. | Miejscowość  | Parafia                                      | Proboszcz                                                                                | Kościół                                                | Grafika | www                                                                      |
| --- | ------------ | -------------------------------------------- | ---------------------------------------------------------------------------------------- | ------------------------------------------------------ | ------- | ------------------------------------------------------------------------ |
| 1   | Old Lyme     | Parafia Chrystusa Króla                      | Rev. Joseph C. Ashe Rev. Thomas W. Ahern (emeryt)                                        | Kościół Chrystusa Króla w Old Lyme                     |         | http://www.christthekingchurch.net/                                      |
| 2   | Essex        | Parafia Matki Bożej Bolesnej                 | Rev. Arul Rajan Peter                                                                    | Kościół Matki Bożej Bolesnej w Essex                   |         | https://web.archive.org/web/20160126140451/http://www.olos-sx.org/       |
| 3   | Moodus       | Parafia św. Brygidy z Kildare                | Very Reverend Gregory P. Galvin Deacon William Kaiser Jr.                                | Kościół św. Brygidy z Kildare w Moodus                 |         |                                                                          |
| 4   | Old Saybrook | Parafia św. Jana                             | Rev. Grzegorz P. Brozonowicz Rev. Martin J. Noe (wikary) Deacon Nicholas J. Iassogna Jr. | Kościół św. Jana w Old Saybrook                        |         | https://web.archive.org/web/20160110172401/http://saintjohnchurchos.org/ |
| 5   | Chester      | Parafia św. Józefa                           | Rev. Arul Rajan Peter Deacon Lawrence Moneypenny                                         | Kościół św. Józefa w Chester                           |         | http://www.stjosephs-chester.org/                                        |
| 6   | Killingworth | Parafia św. Wawrzyńca                        | Rev. Joseph DeCosta Deacon John A. Balchus Deacon Robert Ferraro                         | Kościół św. Wawrzyńca w Killingworth                   |         | http://www.stlawrencechurch.com/                                         |
| 7   | Westbrook    | Parafia św. Marka Ewangelisty                | Rev. Grzegorz P. Brozonowicz Rev. Martin J. Noe (wikary) Deacon Thomas E. Rymut          | Kościół św. Marka Ewangelisty w Westbrook              |         | https://web.archive.org/web/20160106150045/http://stmarkct.org/          |
| 8   | Clinton      | Parafia Nawiedzenia Najświętszej Maryi Panny | Rev. Michael C. Giannitelli Rev. Christopher J. Zmuda (wikary)                           | Kościół Nawiedzenia Najświętszej Maryi Panny w Clinton |         | http://www.stmarysclinton.com/                                           |
| 9   | East Hampton | Parafia św. Patryka                          | Rev. Brian Maxwell (tymczasowy administrator)                                            | Kościół św. Patryka w East Hampton                     |         | http://web.archive.org/web/20181226220710/http://www.saintpatrickeh.org/ |